# Artur Winternitz
Artur Winternitz (* 16. Juni 1893 in Oxford; † 9. Juli 1961 in Scuol, Schweiz) war ein britischer Mathematiker, der sich mit Geometrie befasste.

## Leben und Wirken
Winternitz, ein Sohn des Indologen Moriz Winternitz, studierte Mathematik an der Deutschen Universität Prag, an der er 1917 promoviert (Über eine Klasse von linearen Funktional-Ungleichungen und über konvexe Funktionale) und 1921 habilitiert wurde. 1931 wurde er dort außerordentlicher Professor. Als Jude waren er und seine Familie von den Nationalsozialisten bedroht. 1939 ging er nach England, wo er sehr schnell die britische Staatsbürgerschaft erhielt, da er in Oxford geboren worden war. Ursprünglich wollte er in die USA und schrieb deshalb im November 1938 an Hermann Weyl. Er hielt Vorlesungen in Oxford und wurde von der Leverhulme Foundation unterstützt.
Winternitz befasste sich mit Differentialgeometrie, affiner und projektiver Geometrie und Topologie (wie dem Jordanschen Kurvensatz). Seine Stärken lagen nach Pinl im kritischen Überdenken bekannter Theorien und Finden von Lücken in diesen Theorien.
Er gab eine neue Behandlung der Differentialgeometrie der Raumkurven (mit einem nach ihm benannten begleitenden Dreibein) und des axiomatischen Aufbaus der projektiven dreidimensionalen Geometrie.
Josef Winternitz war sein Bruder.
Er war seit 1925 mit Anna Steinherz verheiratet (1897–1961), deren Vater Professor für österreichische Geschichte und mit Moriz Winternitz eng befreundet war. Sie hatten einen Sohn John (geboren 1931).

## Schriften
- Über den Jordanschen Kurvensatz und verwandte Sätze der Analysis, Mathematische Zeitschrift, Band 1, 1918, S. 329–340
- Beweis des Jordanschen Kurvensatzes, Mathematische Zeitschrift, Band 22, 1925, S. 62–74
- Beweis für die Invarianz des ebenen Gebiets, Mathematische Zeitschrift, Band 26, 1927, S. 165–169
- Zur Begründung der projektiven Geometrie: Einführung idealer Elemente unabhängig von der Anordnung, Annals of Mathematics, Band 41, 1940, S. 365–390
- Über affine Geometrie XXXIV. Neuer Beweis für Blaschkes isoperimetrische Sätze der Affingeometrie, Abhandlungen des Mathematischen Seminars der Universität Hamburg, Band 1, 1922, S. 99–101